# اليا شافشافادزه

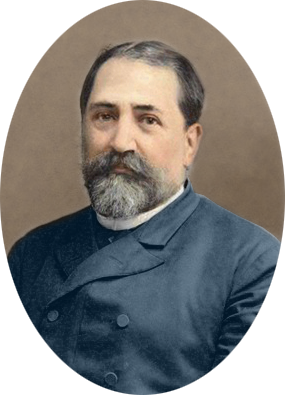
صورة الأمير اليا شافشافادزه لـ الكسندر روينيشفيلي (ملونة رقميا)

الأمير اليا شافشافادزه اليا شافشافادزه ولد في 8 نوفمبر 1837 وتوفي في 12 سبتمبر 1907، شخصية سياسية، بل يعتبر الأب الروحي المؤسس لجورجيا الحديثة، حيث قاد إحياء الحركة الوطنية الجورجية في النصف الثاني من القرن الـ 19، كذلك فهو شاعر وروائي وصحفي ومسرحي وحقوقي ومهتم بالأمور الإنسانية حيث وجهت الكثير من جهوده نحو صحوة المثل الوطنية العليا في جورجيا وإلى خلق مجتمع مستقر في وطنه.

## حياته[3][4]
ولد الأمير اليا شافشافادزه لأسرة أرستقراطية نبيلة في نوفمبر 1837 في منطقة كفاريلي - Kvareli (تقع في وادي الازاني، في منطقة كاخيتي) في جورجيا وكانت جزءا من الإمبراطورية الروسية في ذلك الوقت. وكانت أسرته قد جاءت إلى وادي الازاني قادمة من منطقة خيفسوريتي في العام 1726 واستقرت هناك، وبسبب المعركة الحاسمة التي قادها جده الأكبر (بيسباز شافشافادزه) واستطاع خلالها هزيمة عشرين ألف من الغزاة الفرس[ ؟ ] في العام 1755، منح الملك قسطنطين الثاني[ ؟ ] الأسرة رتبة الأمير (لقب تافادي- Tavadi) تقديرا لفروسيتها ولشجاعتها للأمة.
كان اليا هو الابن الثالث من غريغول شافشافادزه وزوجته مريم بيبيورشفيلي فحصل مثل والده وأجداده على الشهرة بسرعة، وأصبحت لديها في زمن قياسي خلفية عسكرية بقيادة فرق عسكرية لحماية القرية من الهجمات الداغستانية.
تلقى اليا تعليمه من قبل شماس القرية في المرحلة الابتدائية قبل ان ينتقل إلى تبليسي حيث درس الثانوية في العام 1848 لمدة 3 سنوات ثم التحق بأكاديمية مرموقة لطبقة النبلاء. ومنذ سن مبكرة، تأثر اليا بوالديه اللذان كانا متعلمين فتلقى تعليما متقدما في الأدب الكلاسيكي، وفي تاريخ جورجيا وكذلك في الشعر. وتعلم من والديه القصص الملهمة من البطولة الجورجية في الروايات التاريخية الكلاسيكية. وفي سيرته الذاتية التي كتبها عن نفسه، أشار اليا إلى والدته، الأميرة مريم، التي كانت تعرف معظم الروايات الجورجية وتحفظ قصائدها عن ظهر قلب، وقد شجعت أولادها على الدراسة والتعليم. كما وصف اليا تأثير القس شماس القرية، وما قدم له من إلهام[ ؟ ] فني، وظهر لاحقا في كتاباته ورواياته، وكذلك وحيث أن والدة اليا توفيت في 4 مايو عام 1848، عندما كان سن اليا حوالي عشرة سنين، فطلب والده من أخته ماكرين لمساعدته في تنشئة الأطفال. وقد ذكر اليا أيضا العمة ماكرين وتأثيرها الكبير على حياته، وحتى بعد أن توفي والد اليا في العام 1852، كانت العمة هي الشخص الوحيد الذي يعتني بالأسرة بعد ذلك.

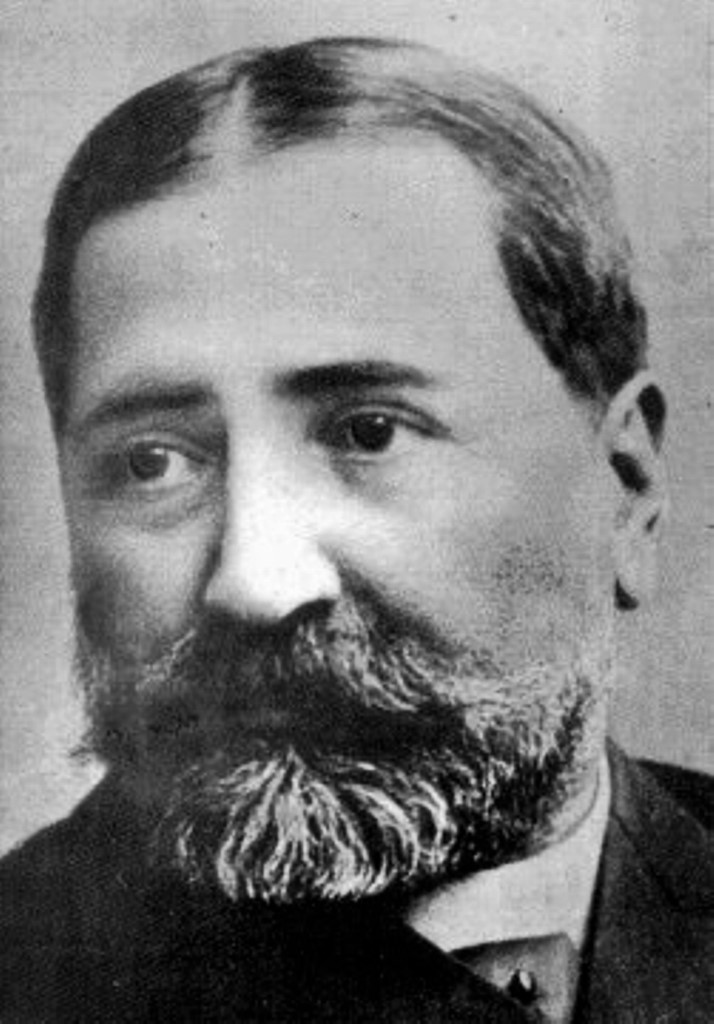
الأمير اليا شافشافادزه

بيت اليا في شارع أندرو - تبليسي.

كانت السنوات الثلاث التي قضاها اليا في الثانوية مُجهدة للغاية، قد تكون كذلك لأنه تخللها وفاة والده، إضافة إلى المعاناة الشديدة التي واجهتها الأسرة بسبب ضربة مدمرة أخرى هي قتل قسطنطين (شقيق اليا) في غارة داغستانية على كاخيتي. وعبر اليا عن الألم والحزن في قصيدته الأولى (حزن من رجل فقير). وبالإضافة إلى مشاكله الشخصية تلك، تدهور الوضع السياسي في جورجيا تحت سلطة قاسية من الإمبراطورية الروسية، والتي لعبت دورا مدمر للأمة الجورجية وثقافتها.
بعد تخرج اليا من الأكاديمية، قرر مواصلة تعليمه في جامعة سانت بطرسبرغ، وقبل مغادرته متوجها إلى سانت بطرسبرغ، في 15 نيسان 1857، قام بتأليف واحدة من أبرز قصائده بعنوان: إلى جبال كفاريلي ، وتغزل فيها بالحياة في جبال القوقاز الكبرى وحزنه العميق على مغادرة وطنه.
خلال سنوات الدراسة في جامعة سانت بطرسبرغ، ظهرت العديد من الثورات في أوروبا وحظيت باهتمام كبير من اليا. كان يضع تركيزه واهتمامه حول الأحداث الساخنة في إيطاليا ونضال جوزيبي غاريبالدي، وظل معجبا به لسنوات طويلة. وفي سانت بطرسبرغ، التقى اليا بالأميرة كاثرين، التي تعلمت الشعر والأدب من الأمير الجورجي الرومانسي نيكولاس باراتاشيفلي، وفي العام في عام 1859 وبسبب الظروف المناخية القاسية في سانت بطرسبرغ، عاد اليا إلى جورجيا مريضا جدا، ومكث فيها عدة أشهر، ثم عاد لإستكمال دراسته فأتمها في العام 1861. وخلال رحلة عودته من سانت بطرسبرغ، كتب اليا واحدة من أعظم روائعه بعنوان: يوميات المسافرين، ويلقي فيها الضوء على أهمية بناء الدولة الجورجية مع مقارنة مجازية[ ؟ ] ترمز إلى جبل كازبيجي ونهر تيرغي في منطقة خيفي من جورجيا.

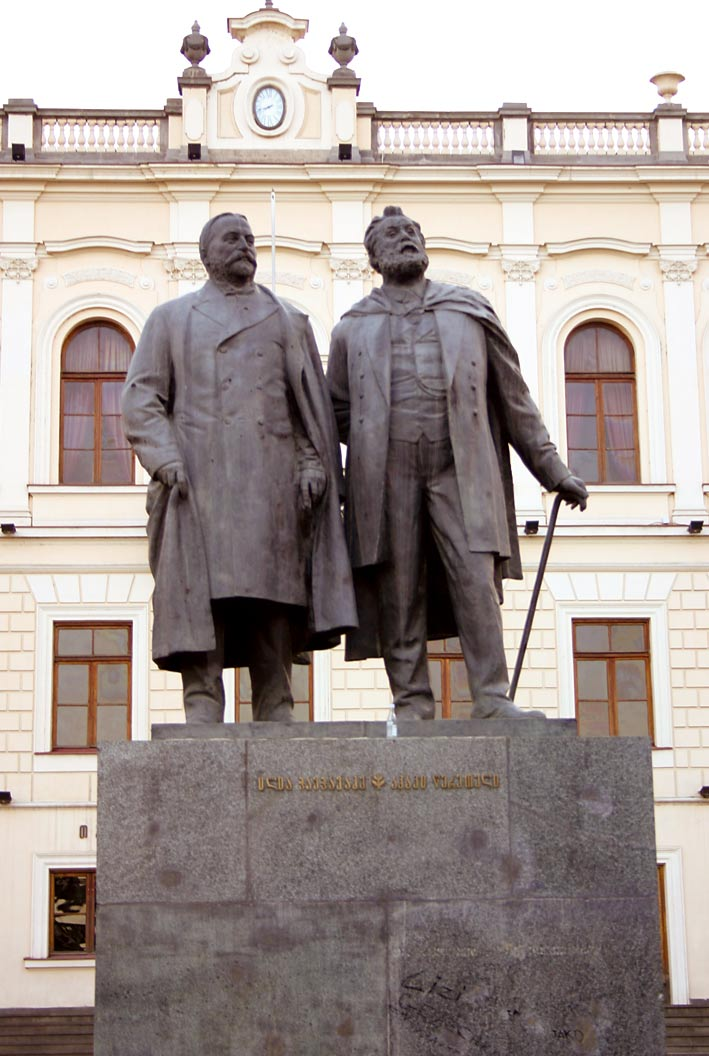
تمثال لـ الأمير اليا وأكاكي أمام صالة تبليسي رياضية

## أفكاره وأهدافه
كانت الأهداف السياسية والاجتماعية الرئيسية لـ اليا تستند على الحس الوطني الجورجي. فدعا إلى إحياء[ ؟ ] استخدام اللغة الجورجية بشكل جذري، وتنمية الأدب الجورجي، وإحياء المكانة المستقلة للكنيسة الوطنية الجورجية، وأخيرا، إحياء الدولة الجورجية - التي بدأت تتلاشى معالمها عندما أصبحت جزءا من الإمبراطورية الروسية- وراحت أعداد المؤيدين لأفكاره تنمو بصورة كبيرة، وكذلك فعلت المعارضة من الحزب الاشتراكي الديمقراطي التي تركزت أهدافها الرئيسية على محاربة الاستبداد القيصري والتحول الديمقراطي في الإمبراطورية الروسية. إلا أن أهدافهم لم تشتمل على إحياء دولة جورجيا أو منح الهوية المستقلة للشخصية الجورجية. كانت تنظر إلى اليا وأفكاره حول الاستقلال نظرة برجوازية، تشبه نظرة الأرستقراطي القديم الذي فشل في إدراك أهمية المد الثوري.
بالإضافة إلى أعماله السياسية، ونظرياته وأفكاره، لم يتوقف اليا عند التنظير، بل أسرع للتنفيذ على أرض الواقع، فقام بتأسيس العديد من المؤسسات العامة والثقافية والتعليمية، وكان يرأس بعضها، مثل (جمعيات محو الأمية بين الجورجيين، وروابط وجمعيات المسرحية، والثقافية، وجمعية لجمع وتبويب التاريخ الجورجي.. الخ). واهتم بترجمة ذلك، فترجمت أعماله الأدبية الرئيسية ونشرت باللغة الفرنسية والإنجليزية والألمانية والبولندية والأوكرانية والبيلوروسية والروسية وغيرها من اللغات. وبين العامين 1906 و1907، كان عضوا في مجلس الدولة الدوما في روسيا. وعضوا في جمعية اللجنة القوقازية الروسية الجغرافية، وكذلك عضوا في جمعية الاثنوغرافيا والأنثروبولوجيا لجامعة موسكو، إضافة إلى جمعية المستشرقين من روسيا وجمعية الأدب الأنجلو-الروسية وكان مقرها لندن.

## وفاته
توفي الأمير شافشافادزه في 12 سبتمبر 1907 إثر إصابته بجروح قاتلة حيث تعرض للاغتيال على يد عصابة من القتلة في تستساموري Tsitsamuri. والتي جعلت الشعب الجورجي يتألم حزنا عليه، بل وأصبح بطلا شعبيا للتاريخ الجورجي. ففي العام 1987 تم بناء تمثال القديس اليا في تسميندا من قبل الكنيسة الأرثوذكسية[ ؟ ] الجورجية. واليوم، فإن الكثير من الجورجيين يقدسون شافشافادزه كما لو انه «الملك غير المتوج» و«أب الأمة».

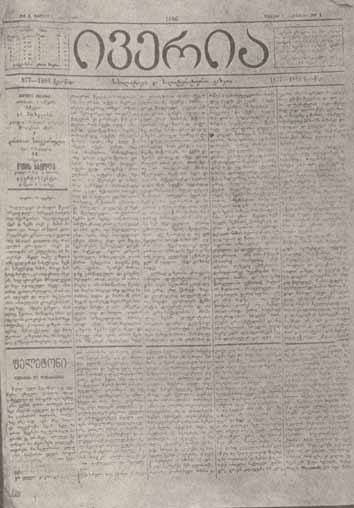
جريدة ليفيريا "Iveria" التي أسسها الأمير اليا

## من أهم أعماله الأدبية
أهم أعماله الأدبية: الناسك، الشبح، أرملة أوتارانت، كاكو والسارق، الأمة السعيدة، ترس مسافر ورجل إنسان، وكذلك كان اليا شافشافادزه هو المحرر العام للقوات المسلحة في ريسببليكا (1863-1877) وقام بتأليف العديد من المقالات للمجلات. كما يعد الحامي المخلص لـ اللغة الجورجية من الثقافة الروسية. وأيضا تم اعتباره المساهم الرئيسي للحركة القومية الثقافية الجورجية. ومؤسس علامات العرقية الرئيسية الثلاثة للهوية الجورجية : الأرض، اللغة والمسيحية. وعلى الرغم من هذا، كان يوصف بأنه علماني.

## روابط خارجية
- اليا شافشافادزه على موقع IMDb (الإنجليزية)
- اليا شافشافادزه على موقع الموسوعة البريطانية (الإنجليزية)